# 聖澤尖鼻魨
聖澤尖鼻魨為輻鰭魚綱魨形目四齒魨亞目四齒魨科的其中一種，為熱帶海水魚，分布於東南大西洋亞森松島及聖赫勒拿島海域，棲息深度0-45公尺，體長可達12公分，棲息在礁石區，生活習性不明。